# Shir Ghazi Khan
Shir Ghazi Khan war ein Khan des Khanats Chiwa. Seine Regierung wird auf 1715 bis 1728 datiert und verlieh Choresm noch einmal eine gewisse innenpolitische Stabilität.
Vor allem ist er durch die diplomatischen Verwicklungen mit Russland bekannt, als er 1717 ein von Zar Peter I. geschicktes Armeekorps unter dem Fürsten Bekowitsch-Tscherkasski vor Chiwa hinterging und teils massakrierte. Er gilt zudem als Patron der Gelehrsamkeit und Literatur und plünderte 1716 und 1719 das Pilgerzentrum Maschhad in der persischen Provinz Chorasan.

## Vorgeschichte
Im frühen 18. Jahrhundert regierte in Chiwa eine Reihe von Khanen, über die kaum mehr als ihre Namen bekannt ist und deren Herkunft nur vermutet werden kann. Ishaq Agha Shah Niyaz zum Beispiel war vom Khan Bucharas in sein Amt eingesetzt worden. Er ist noch für 1700 durch Schreiben an den Zaren und von dem Zaren belegt, regierte wahrscheinlich bis 1702 und wurde von Arab Muhammed nachgefolgt, der durch einen Brief des Zaren für das Jahr 1703 belegt ist. Musi Khan regierte gegen 1707. Haji Muhammed Bahadur ist für 1714 durch einen Brief an den Zaren belegt. Dazu regierte ein gewisser Yadigar ebenfalls gegen 1714, und ebenso ein ansonsten unbekannter Arank (Evrenk) bei den Karakalpaken.

## Regierung

### Herkunft
Shir Ghazis Herkunft ist unklar. Er war der letzte Khan Chiwas, der dem Herrscherhaus der Schaibaniden bzw. genauer den Arabschahiden zugerechnet wird. Gleichzeitig kam er wohl aus Buchara.

### Die Mission des Fürsten Bekowitsch-Tscherkasski
Die innenpolitische Schwäche Chiwas Anfang des 18. Jahrhunderts war über diverse Gesandtschaften und Überläufer auch dem Zarenhof in Petersburg zu Ohren gekommen. Dazu kam die Nachricht von Goldfunden am unteren Amu Darja und in der „Kleinen Bucharei“ (genauer bei Yarkant), so dass sich Zar Peter I. überreden ließ, dem Fürsten Alexander Bekowitsch-Tscherkasski, einem seiner persönlichen Favoriten eine Unternehmung nach Chiwa zu gestatten.
Sie sollte den Khan überzeugen, die russische Oberhoheit anzuerkennen und den Russen einen Stützpunkt an der Mündung des Amu Darja verschaffen, der mit 10.000 Mann besetzt werden sollte. Anschließend sollte er in Verhandlungen mit dem Khan von Buchara treten und den Weg nach Indien und nach Yarkant erkunden. Zu dem Zweck führte er Briefe an die Usbekenfürsten und den indischen Großmogul mit. Entlang des Weges nach Chiwa ließ Bekowitsch-Tscherkasski drei kleine Forts bauen und zog schwedische Kriegsgefangene, Nogaier, Kosaken, Tataren usw. zu Hunderten in seine Dienste. Als ihn der verbündete Kalmückenkhan Ayuki (reg. 1669–1724) vor den Kriegsvorbereitungen in Chiwa warnte, war er auf die militärische Auseinandersetzung vorbereitet.
Shir Ghazi schickte ihm eine Gesandtschaft mit Geschenken entgegen und erlaubte gleichzeitig seiner Kavallerie mehrere Überfälle, die aber abgewehrt wurden. Daraufhin näherte sich Bekowitsch-Tscherkasski im Eilmarsch Chiwa, während die Bewohner die Stadt evakuierten und der Khan auf Ratschlag eines Emirs namens Dussanbi seine Taktik änderte. Er ließ Bekowitsch-Tscherkasski mitteilen, dass er die Konfrontation bedauere, nun aber von Ayuki über die friedlichen Absichten der Russen informiert worden sei und eine Übereinkunft schließen werde. Er solle jedoch seine Armee außerhalb der Stadt lagern lassen, damit er die Einwohner Chiwas nicht beunruhige. Als sich Bekowitsch-Tscherkasski dann mit immerhin 500 Mann von seiner Armee trennte und in die Stadt begab, erkannte der Khan seine Chance, ließ die Begleitung massakrieren und ihn gefangensetzen. Er wurde gezwungen, einen Befehl herausgeben, demzufolge sein Stellvertreter Major Frankenberg die Waffen abliefern und seine Leute in zugewiesene Quartiere zu schicken habe. Als dieser Befehl dann nach einigen Hin und Her umgesetzt wurde, wurde Alexander Bekowitsch-Tscherkasski in Stücke gehackt und seine Leute wurden getötet bzw. in die Sklaverei verkauft.
Jahre später musste Shir Ghazi angesichts des Krieges von Peter I. gegen Persien einen erneuten Vorstoß auf Chiwa befürchten. Er ließ also die russischen Gefangenen frei und lud wiederholt den Gesandten des Zaren, Florio Beneveni zu sich ein, der damals in Buchara weilte. Als Beneveni angesichts der inneren Unruhen in Buchara schließlich kam, entschuldigte sich der Khan bei ihm mit den feindlichen Absichten Bekowitsch-Tscherkasskis und meinte, man solle die Verstorbenen ruhen lassen. Es kam aber nur zum diplomatischen Austausch von Höflichkeiten.

### Die Rivalität mit Buchara
Der Hauptrivale war aber das Khanat Buchara, das damals von Abu'l Faiz Khan (reg. 1707–1747) regiert wurde. Zu dieser Zeit hatte Buchara große innenpolitische Schwierigkeiten, denn eine Gegenpartei unterstützte immer den Khan Chiwas (bzw. seinen Cousin Rejim Khan, der dort eingeheiratet hatte) und die großen usbekischen Feudalherren taten, was sie wollten. Zudem drangen mit den Kasachen zunehmend fremde Stammesgruppen ein und Räuber belagerten alle Straßen, so dass sich Autorität von Abu'l Faiz Khan kaum über Buchara hinaus erstreckte.
Abu'l Faiz gelang es aber seinerseits, mit Timur Sultan, dem zu ihm geflüchteten Sohn Musi Khans einen Gegenkandidaten für den Thron Chiwas aufzustellen, der von den Aralsee-Usbeken und den Karakalpaken unterstützt wurde und der gegen 1725 zweimal die Stadt Chiwa selbst angriff. Im Grunde hatte Timur Sultan aber nur 5000 Mann, konnte Chiwa nicht wirklich bedrohen und unterstützte daher die große Sklavenrevolte, bei der er zum dritten Mal Chiwa angriff. Zudem spekulierten sowohl Abu'l Faiz als auch sein Protegé Timur Sultan auf ein Bündnis mit dem Zarenreich.
Letztlich waren so beide Khane, sowohl der in Buchara als auch der in Chiwa machtpolitisch gelähmt und keiner konnte dem anderen einen entscheidenden Vorteil abgewinnen.

### Sklavenrevolte und Tod
Es arbeiteten ca. 10.000 persische (und auch russische) Gefangene in Choresm, die 1728 gegen den Khan konspirierten. Shir Ghazi lebte damals in einer ständigen Atmosphäre des Misstrauens, über die der russische Gesandte Florio Beneveni berichtete. Timur Sultan unterstützte die Sklavenrevolte und rückte erneut bis Chiwa vor, aber sie wurde schon in der Anfangsphase niedergeschlagen und er musste wieder abrücken.
Shir Ghazi wurde angeblich bei der Revolte seiner persischen und russischen Sklaven ermordet. Laut Howorth ist es aber unbekannt, wie der Khan zu Tode kam.